# Anacamptis
Anacamptis is een Europees geslacht van terrestrische orchideeën, waarvan twee soorten in België en Nederland voorkomen.
Tot dit geslacht werd voorheen alleen hondskruid (A. pyramidalis) gerekend. Onderzoek aan het DNA van orchideeën heeft echter aangetoond dat een aantal soorten die vroeger op grond van hun morfologie werden gerekend tot het grote geslacht Orchis, meer verwant zijn aan hondskruid dan aan de overige soorten van het geslacht Orchis. Deze soorten zijn vervolgens opgenomen in Anacamptis. De oude combinaties worden echter nog veel gebruikt.

## Etymologie
De naam Anacamptis is afkomstig van het Griekse 'anakamptein', achterover leunen, wat slaat op de naar achter gebogen pollinia.

## Kenmerken
Anacamptis is een geslacht van terrestrische, vaste planten (geofyten), die overwinteren met twee ondergrondse, eivormige wortelknollen.
De bloeistengel heeft lijnlancet- tot lancetvormig bladeren met een scherpe top en een lange, piramidevormige en dichtbebloemde bloeiaar.

## Habitat
De leden van het geslacht Anacamptis zijn gebonden aan een kalkrijke bodem en zonnige standplaatsen. Het zijn typische soorten van kalkgraslanden en kalkrijke duinen.

## Verspreiding en voorkomen
Anacamptis heeft zijn verspreidingsgebied over Europa tot Midden-Azië.

## Soorten
Het geslacht telt een zeventiental soorten, die allemaal voorkomen in Europa tot Midden-Azië. In België en Nederland komen twee soorten voor, het hondskruid en de harlekijn. De wantsenorchis is hier nog niet zo lang geleden verdwenen.
- Sectie: Anacamptis
  - Anacamptis pyramidalis
    - Anacamptis pyramidalis subsp. pyramidalis (Hondskruid) (Europa, Middellandse Zee tot Iran).
    - Anacamptis pyramidalis subsp. tanayensis (Frankrijk, Zwitserland).

- Sectie: Coriophorae
  - Anacamptis coriophora (Europa, Middellandse Zee tot westelijk Azië) .
    - Anacamptis coriophora subsp. coriophora (Wantsenorchis) (Europa tot westelijk Azië).
    - Anacamptis coriophora subsp. fragrans (Welriekende wantsenorchis) (Middellandse Zee tot Iran).
    - Anacamptis coriophora subsp. martrinii

  - Anacamptis sancta (oostelijke Middellandse Zee tot de Kaukasus).

- Sectie: Laxiflorae
  - Anacamptis laxiflora (IJle moerasorchis) (West- en Centraal-Europa, Middellandse Zee tot Centraal-Azië).
  - Anacamptis palustris (Moerasorchis) (Europa, Middellandse Zee tot Centraal-Azië).
    - Anacamptis palustris subsp. elegans (Europa, Middellandse Zee tot Centraal-Azië).
    - Anacamptis palustris subsp. palustris (Europa, Middellandse Zee tot Iran)
    - Anacamptis palustris subsp. robusta (westelijk Marokko).

  - Anacamptis robusta

- Sectie: Moriones
  - Anacamptis boryi (Griekenland, Kreta).
  - Anacamptis champagneuxii (Westelijk Middellandse Zeegebied.)
  - Anacamptis israelitica (Noord-Israël, Palestina).
  - Anacamptis longicornu (West- en Centraal-Europa, Middellandse Zee)
  - Anacamptis morio
    - Anacamptis morio subsp. morio (Harlekijn) (Europa, Middellandse Zee tot Iran).
    - Anacamptis morio subsp. picta (Slanke harlekijn)

  - Anacamptis syriaca (Cyprus, Zuid Turkije tot Libanon).

- Sectie: Papilionaceae
  - Anacamptis papilionacea
    - Anacamptis papilionacea var. cyrenaica (Noordoost-Libië).
    - Anacamptis papilionacea subsp. papilionacea (Vlinderorchis) (Middellandse Zee tot Iran).
    - Anacamptis papilionacea subsp. expansa (Middellandse Zee).

- Sectie: Saccatae
  - Anacamptis collina (Middellandse Zee tot Turkmenistan).

- Hybrides
  - Anacamptis ×gennarii (Middellands Zeegebied)

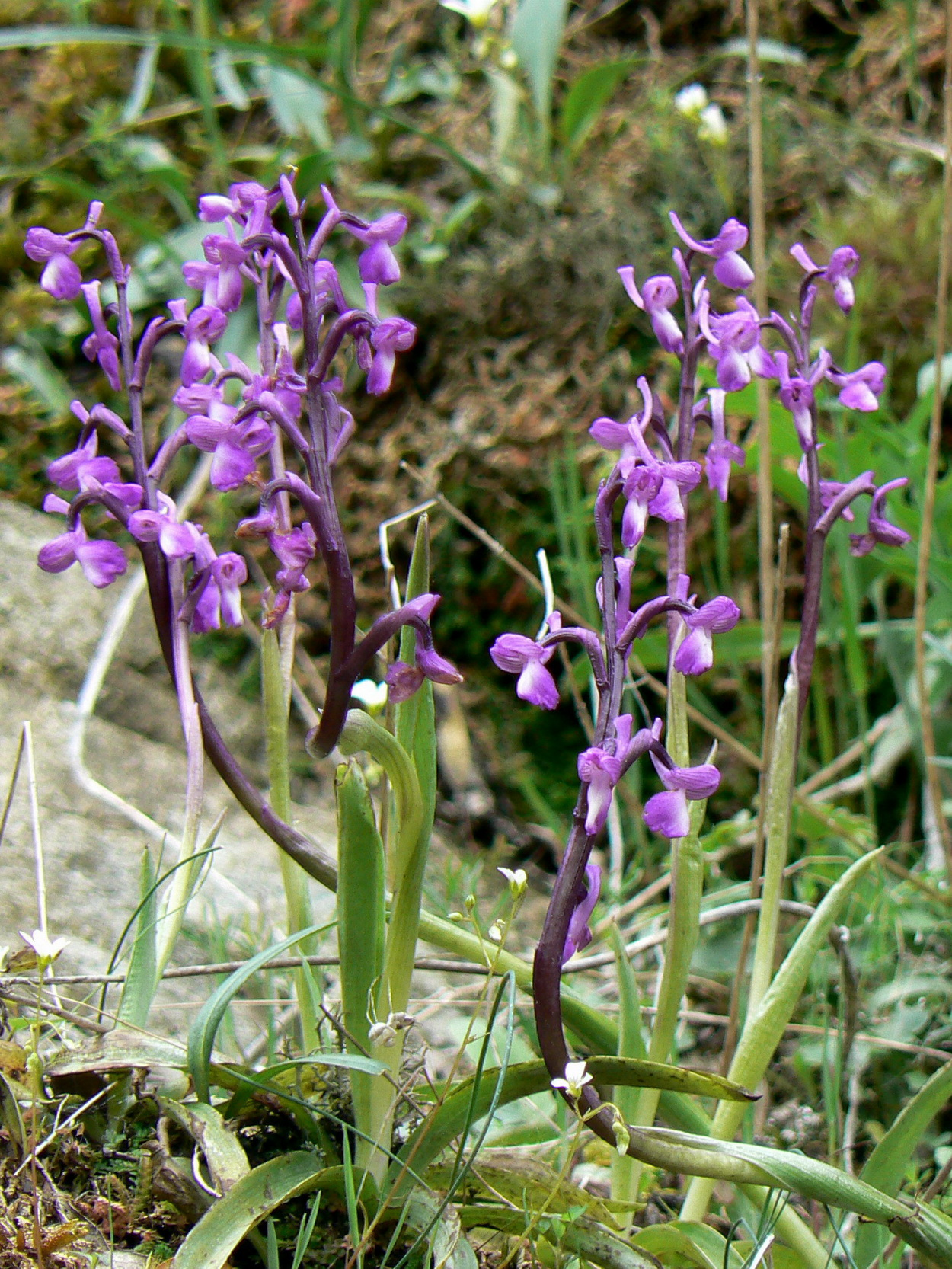
Anacamptis champagneuxii
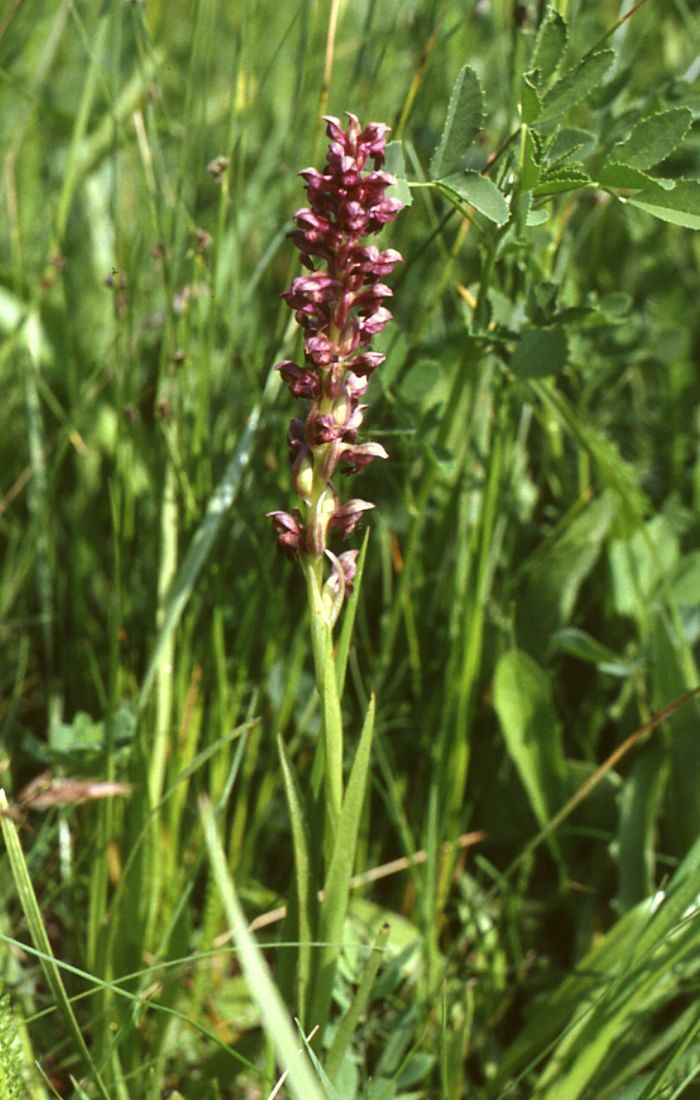
Wantsenorchis (Anacamptis coriophora)
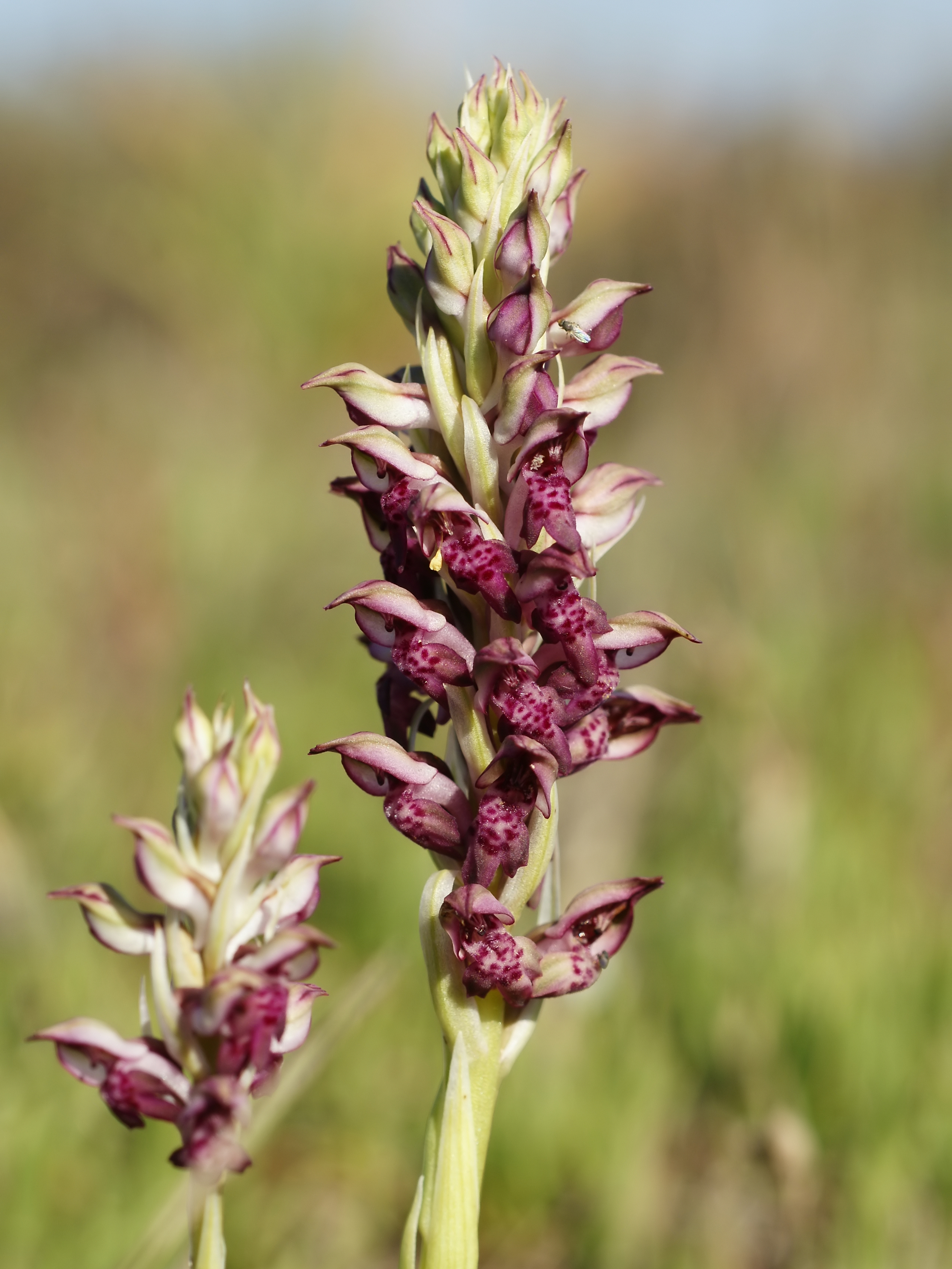
Anacamptis fragrans
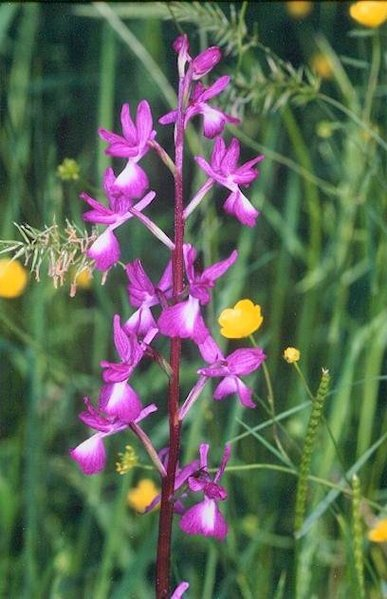
Anacamptis laxiflora
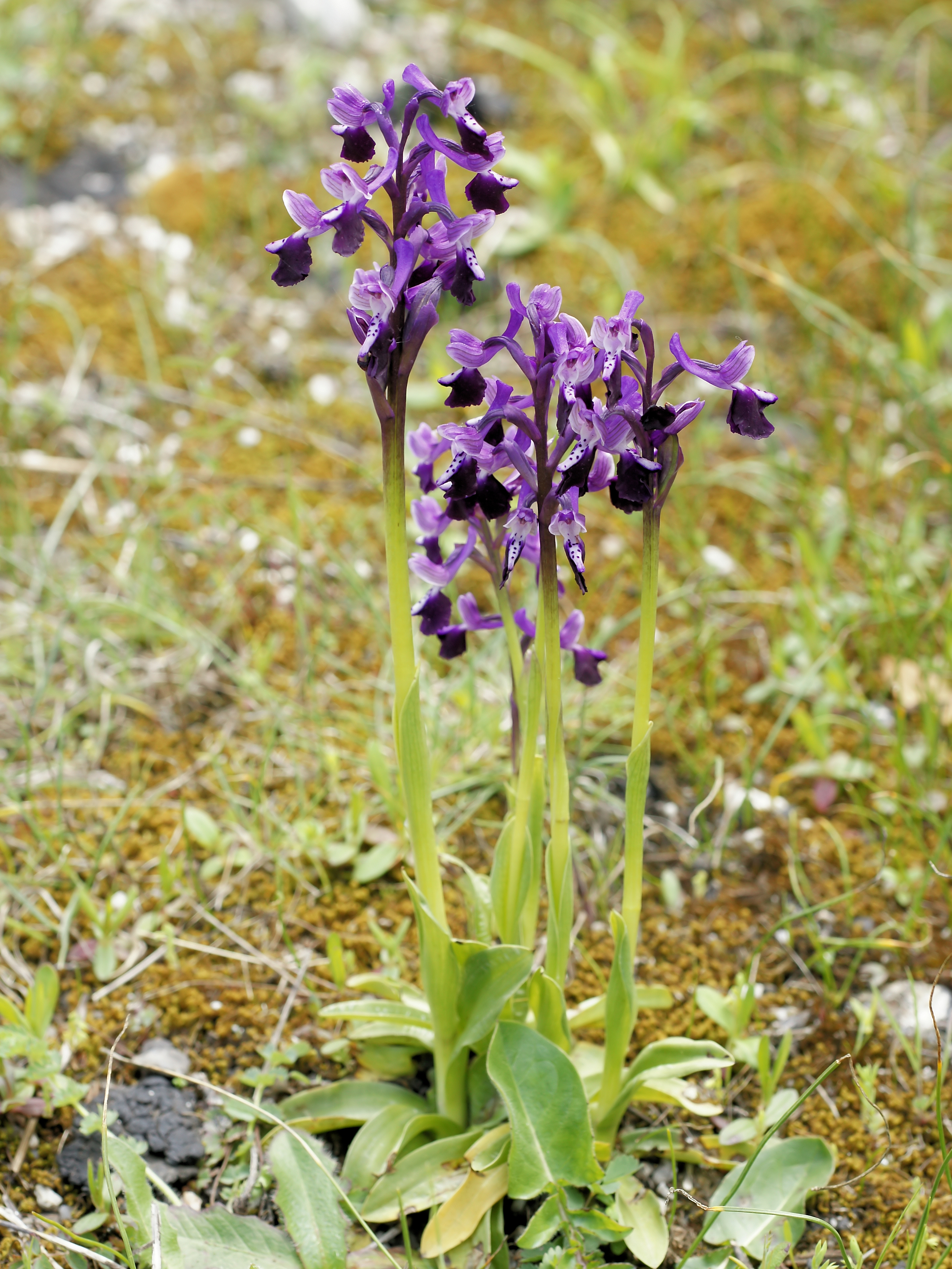
Anacamptis longicornu
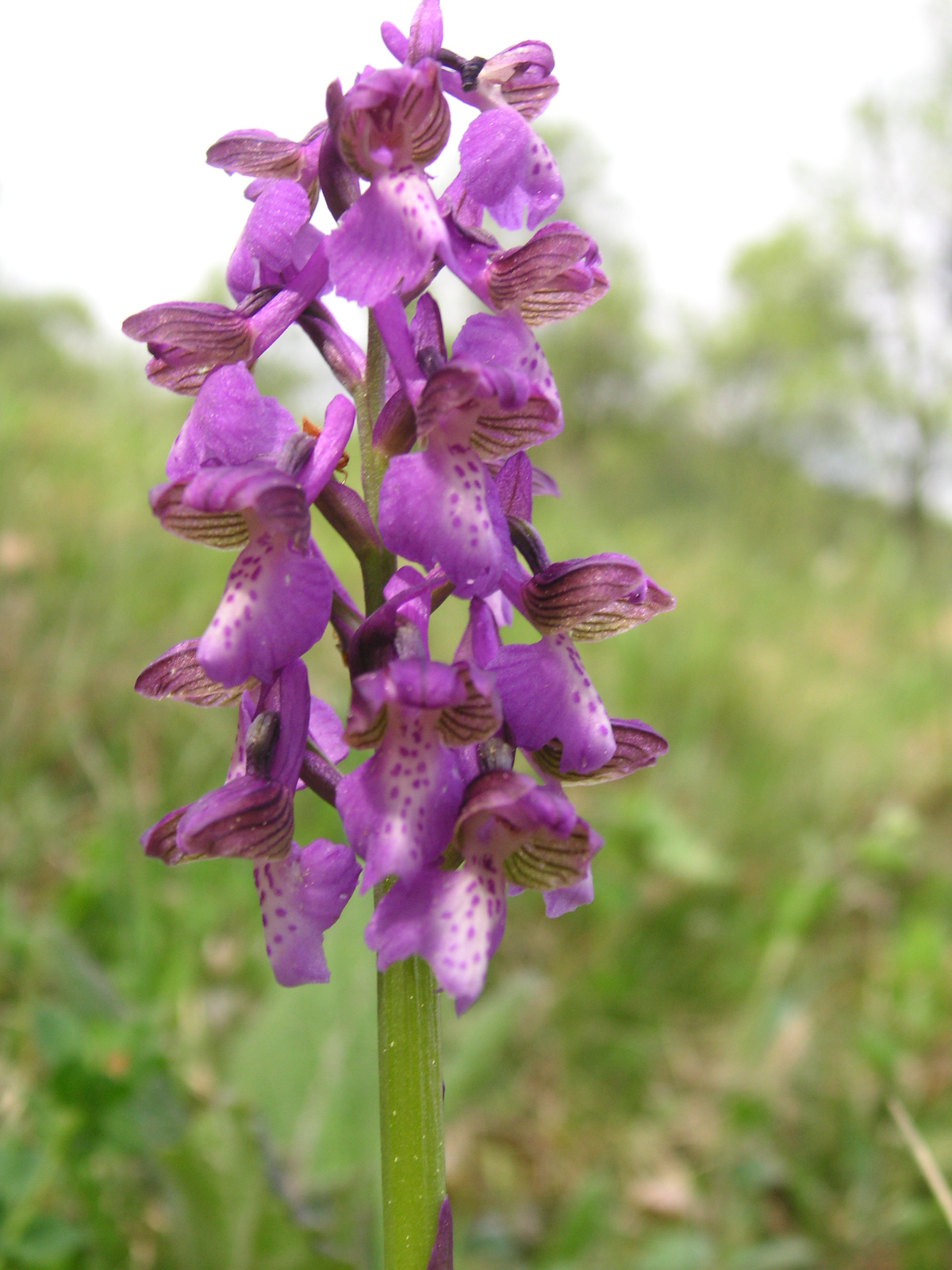
Harlekijn (Anacamptis morio)
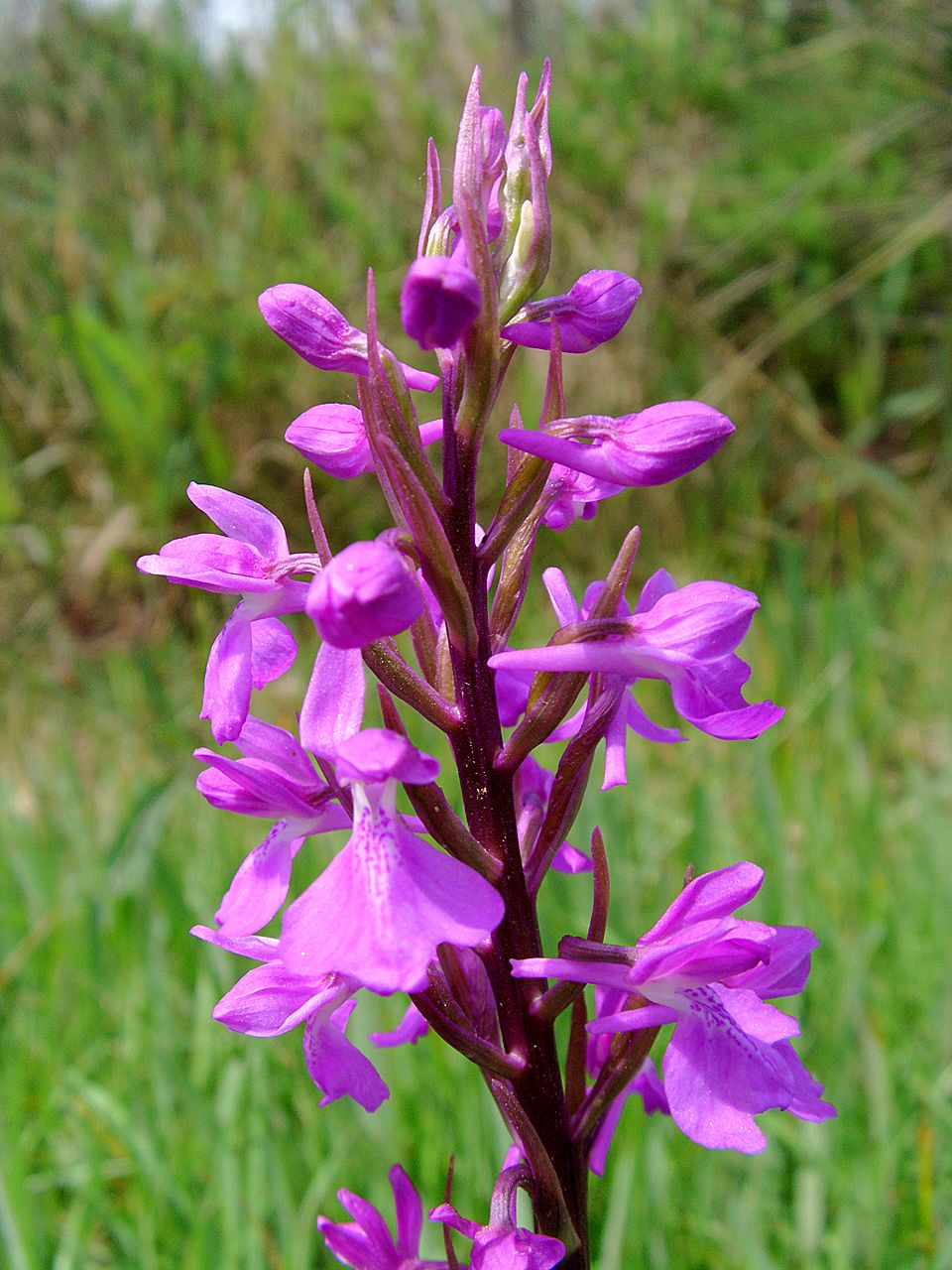
Moerasorchis (Anacamptis palustris)
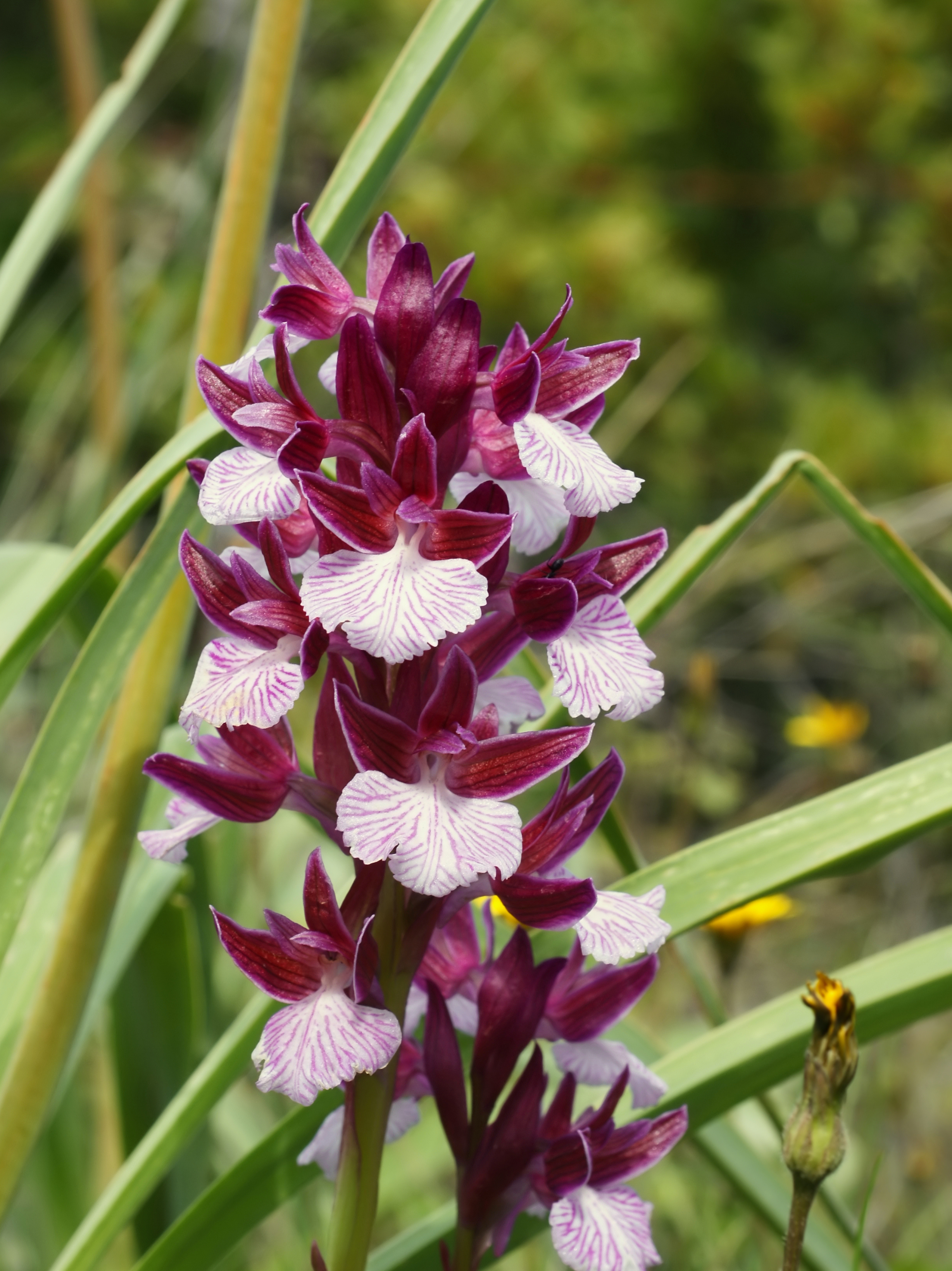
Vlinderorchis (Anacamptis papilionacea)
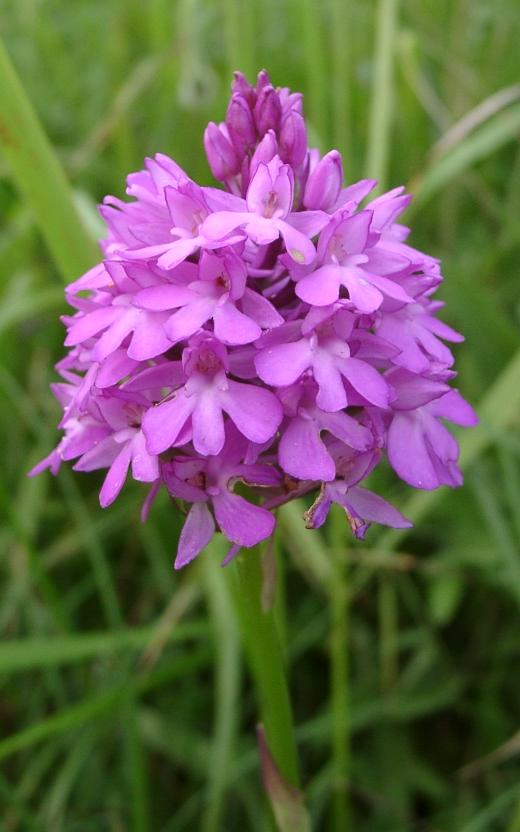
Hondskruid (Anacamptis pyramidalis)
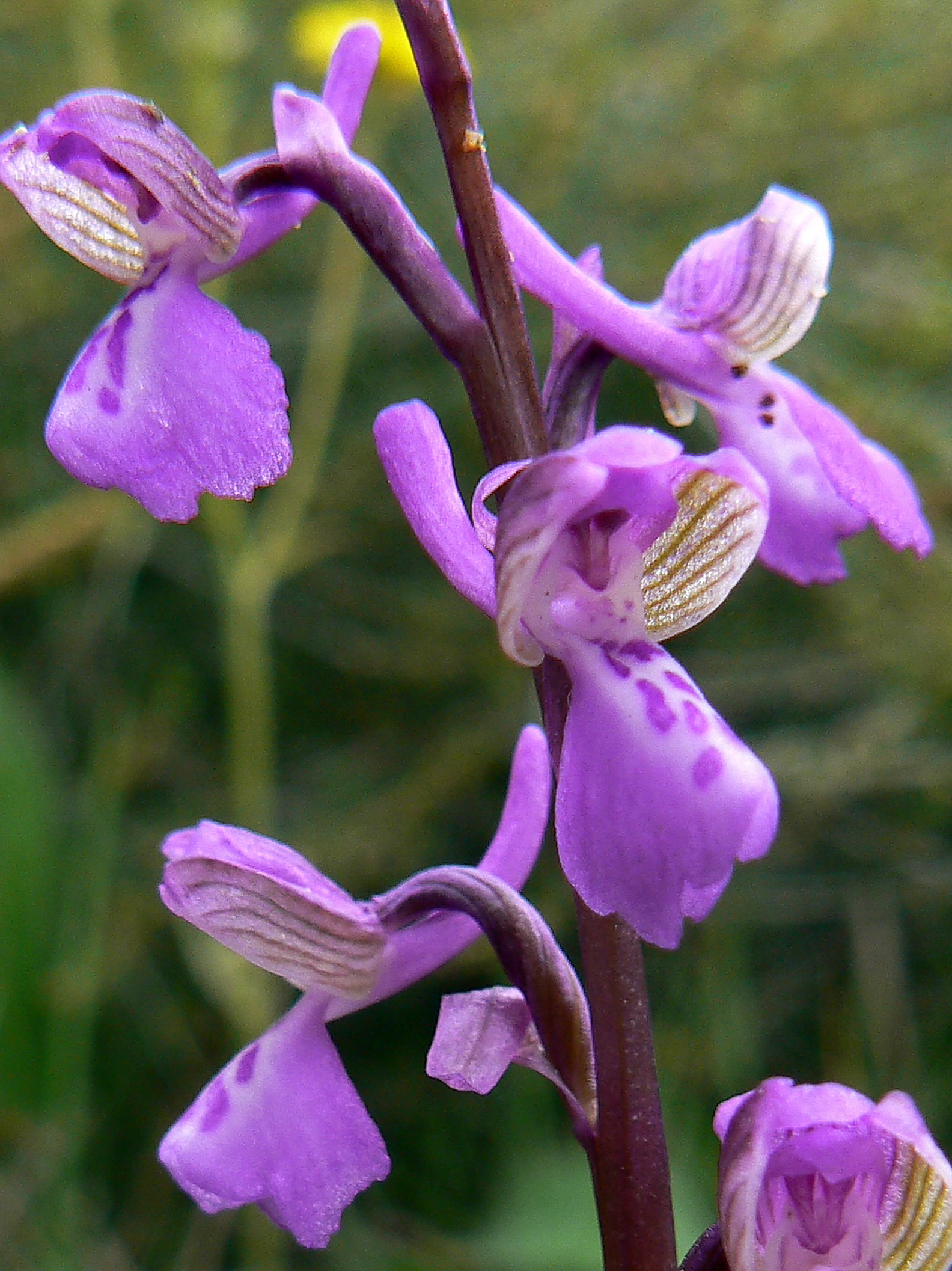
Anacamptis picta